# Herleshausen
Herleshausen è un comune tedesco di 2 820 abitanti situato nel land dell'Assia.